# Guerra gótica (430)
La guerra gótica del año 430 fue un conflicto bélico ocurrido en el Imperio romano de Occidente. Enfrentó a un grupo de visigodos liderado por Anaolso contra un ejército imperial dirigido por Aecio por el control de la ciudad de Arlés.

## Antecedentes
En el año 429 los vándalos establecidos en Hispania cruzaron el estrecho de Gibraltar y un nuevo y peligroso frente bélico al Imperio occidental. Para mayo de 430 habían vencido al ejército romano junto a Hipona y puesto bajo asedio la ciudad. El peligro que suponía para el Imperio perder sus provincias más ricas hizo que preparase el envío urgente de tropas desde Italia. Esto haría que los efectivos presentes en la Galia quedasen reducidos significativamente, situación que se agravó por el estallido de un motín en Rávena ese mismo mayo de 430 y porque Aecio tuvo que partir hacia Recia para hacer frente a una invasión de alamanes jutungos.

## Desarrollo
Tal y como había ocurrido en otras ocasiones durante la historia del Imperio, la situación de crisis militar animó a otros pueblos bárbaros para atacar también. En este caso, fueron los visigodos, que estaban establecidos en Aquitania desde 418 y que ya habían intentado conquistar la ciudad de Arlés en el año 425 aprovechando una guerra civil romana.
Con la Galia escasa de tropas y con Aecio ocupado en otro frente, los visigodos vieron la oportunidad de volver a atacar la ciudad portuaria. No fue una decisión del rey Teodorico I sino de un noble llamado Anaolso quien consiguió aglutinar a un grupo suficiente de seguidores como para emprender la campaña. Al frente de ellos se dirigió hacia Arlés y la pusieron bajo asedio. La ciudad tuvo que resistir bien, tal y como había hecho años antes y su posición junto al Ródano tuvo que permitir su abastecimiento.
Aecio pudo acabar a tiempo su campaña contra los jutungos y se dirigió con sus tropas hacia Arlés donde tuvo que llegar al final del verano. Al contrario de lo sucedido en el anterior ataque, los visigodos no huyeron sino que se enfrentaron al ejército romano cerca de la ciudad en una batalla que se saldó con derrota y con la captura de su líder Anaolso.

## Consecuencias y acontecimientos posteriores
Tras la victoria romana, la regente Gala Placidia acordó la renovación del tratado de foedus de 418 y se mantuvo la paz con los visigodos durante unos años hasta que, en 436 y aprovechando que Aecio se encontraba luchando contra los burgundios, aquellos atacaron, esta vez, la ciudad portuaria de Narbona.